# ۱۴ شهریور
۱۴ شهریور صد و شصت و نهمین روز سال در گاه‌شماری خورشیدی است. به پایان سال ۱۹۶ روز (۱۹۷ روز در سال کبیسه) باقی‌است.

## رویدادها
- ۱۳۳۵ - انتشار اسناد حاکمیت ایران بر بحرین از سوی دولت تهران
- ۱۳۹۶ - رقابت ۱۴ شهریور ۱۳۹۶ تیم ملی فوتبال ایران با تیم ملی فوتبال سوریه در مرحله مقدماتی جام جهانی فوتبال ۲۰۱۸ (آسیا)

## زادروزها
- ۳۵۴ - ابوریحان بیرونی، ریاضی‌دان، ستاره‌شناس و تاریخ‌نگار
- ۱۲۷۶ - بدیع‌الزمان فروزانفر، ادیب، مولوی‌شناس و مصحح
- ۱۳۵۳ - محمد نوازی، بازیکن فوتبال

## مرگ‌ها
- ۱۲۲۷ - محمدشاه قاجار، سومین پادشاه قاجار
- ۱۳۲۵ - مجید آهی، سفیر کبیر ایران در اتحاد شوروی
- ۱۳۵۳ - سید محمود حسینی شاهرودی، مرجع تقلید
- ۱۳۹۱ - نورالدین ثابت ایمانی، گوینده خبر در رادیو
- ۱۴۰۲ - محمدحسن رهنوردی، پزشک، وزنه‌بردار و سیاستمدار